# Черкаська сільська рада (Уфимський район)
Черка́ська сільська рада (рос. Черкасский сельский совет) — муніципальне утворення у складі Уфимського району Башкортостану, Росія. Адміністративний центр — село Черкаси.

## Населення
Населення — 1125 осіб (2019, 1116 в 2010, 1026 в 2002).

## Склад
До складу поселення входять такі населені пункти:
| Населений пункт         | Населення, осіб (2002) | Населення, осіб (2010) |
| ----------------------- | ---------------------- | ---------------------- |
| Васильєвський, селище   | 0                      | -                      |
| Волково, присілок       | 11                     | 26                     |
| Кундряк, присілок       | 5                      | 2                      |
| Нові Карашиди, присілок | 104                    | 97                     |
| Покровка, присілок      | 49                     | 65                     |
| Черкаси, село           | 645                    | 710                    |
| Чуварез, присілок       | 212                    | 216                    |